# 조셉 플레처
조셉 플레처(Joseph Fletcher)은 미국의 윤리학자, 신학자이다.

## 같이 보기
- 상황윤리
- 기독교 윤리